# Івіца Глігоровський
Івіца Глігоровський (мак. Ивица Глигоровски; нар. 15 квітня 1981) — македонський футболіст та тренер, виступав на позиції нападника.

## Клубна кар'єра
Футбольну кар'єру розпочав 1999 року в «Бореці». Наступного року приєднався до «Сілекса». У 2004 році виїхав на Кіпр, де підписав контракт з місцевим «Етнікосом». У 2005 році повернувся на батьківщину, де підписав контракт з «Вардаром». У 2007 році підсилив «Мілано» (Куманово). Двічі ставав найкращим бомбардиром Першої ліги Македонії, у сезоні 2007/08 років відзначився 15-а голами, а в сезоні 2008/09 років — 14-а голами. У 2009 році приєднався до клубу «Македонія Гьорче Петров». З 2010 по 2011 рік виступав за «Тетекс». Футбольну кар'єру завершив 2012 року в складі «Брегальниці».

## Кар'єра в збірній
Викликався до збірної Македонії, у футболці якої дебютував 9 лютого 2003 року, вийшовши на поле в другому таймі товариського поєдинку Хорватії. Загалом у складі збірної зіграв 3 поєдинки.

## Кар'єра тренера
По завершенні кар'єри гравця розпочав тренерську діяльність. Спочатку тренував нижчоліговий «Рудар» (Пробиштип), потім працював у футбольній академії власного імені. З 2014 року тренує молодіжну команду «Сілекс».